# جنرال الکتریک اف۴۱۴
جنرال الکتریک اف۴۱۴ (به انگلیسی: General Electric F414) یک موتور هواگرد ساختِ کارخانهٔ جی‌ئی اوییشن در کشور ایالات متحده آمریکا است.